# Saint-Alban (Côtes-d’Armor)
Saint-Alban település Franciaországban, Côtes-d’Armor megyében. Lakosainak száma 2376 fő (2022. január 1.). Saint-Alban La Bouillie, Erquy, Hénansal, Pléneuf-Val-André és Lamballe-Armor községekkel határos.

## Népesség
A település népessége az elmúlt években az alábbi módon változott:
| Lakosok száma | 1140 | 1548 | 1662 | 1786 | 2071 | 2125 | 2154 | 2176 | 2241 | 2376 |
|               | 1968 | 1982 | 1990 | 2006 | 2013 | 2015 | 2017 | 2019 | 2020 | 2022 |